# توهم سایه شطرنج
توهم سایه شطرنج (به انگلیسی: checker shadow illusion) یک خطای دید است که نخستین بار در سال ۱۹۹۵ توسط ادگار اچ ادلسون، استاد مؤسسه فناوری ماساچوست توصیف شد.

مربع A و مربع B کاملاً هم رنگ هستند. اما چشم انسان مربع A را تیره‌تر می‌بیند

## توضیح
در تصویر، یک تخته شطرنج با مربع‌های روشن و تیره دیده می‌شود که در قسمتی از آن توسط شی دیگر (یک استوانه) سایه انداخته شده‌ است. خطای دید این است که ناحیه با نام A به نظر می‌رسد رنگ تیره‌تری نسبت به ناحیه با نام B دارد، اما آنها روشنایی و رنگ یکسانی دارند، یعنی در صورت چاپ با چاپگر جوهرافشان (پرینتر رنگی)، با مخلوط جوهر یکسانی چاپ می‌شوند. یا در صفحه نمایش دیجیتال با پیکسل‌های کاملاً هم رنگ و یکسان نمایش داده می‌شوند. برای آزمایش می‌توانید تصویر را با یک برنامه ویراستار تصویر مانند مایکروسافت پینت بررسی کنید(همانطوری که در تصویر دوم دیده می‌شود). یا تصویر را چاپ کنید و دو مربع A و B را با قیچی جدا کرده و کنار هم قرار دهید.

شکلی از A به B کشیده شده که نشان دهنده یکسانی رنگ هست.